# تدفق الكتلة
تدفق الكتلة (بالإنجليزية: Mass flow)‏ المعروف أيضاً باسم نقل الكتلة، هو حركة السوائل تحت الضغط أو درجة الحرارة المُتدرجة. يشمل ذلك في مجالات عدّة منها ديناميات السوائل وعلم الأحياء. ومن أمثلتها؛ نظام الدورة الدموية، ونقل المياه في الأنسجة الوعائية. لا ينبغي الخلط بين تدفق الكتلة وبين الانتشار الذي يعتمد على تدرجات التركيز داخل وسط بدلاً من تدرجات الضغط للوسط نفسه.